# 赵自现
赵自现（1909年—1976年），湖南江华人，中华人民共和国政治人物。
担任江华县第一届县长。1954年，当选第一届全国人民代表大会代表。